# X+Y
X+Y è un film del 2014 diretto da Morgan Matthews. Il film, ispirato al documentario del 2007 Beautiful Young Minds, si concentra su un adolescente prodigio della matematica, Nathan Ellis (Asa Butterfield), che ha difficoltà a capire le persone, perché autistico, ma trova conforto nei numeri. Quando viene scelto per rappresentare il Regno Unito alle Olimpiadi Internazionali della Matematica (IMO), Nathan intraprende un viaggio in cui affronta sfide inaspettate, come la comprensione dell'amore. Il personaggio di Nathan è ispirato a Daniel Lightwing che ha vinto una medaglia d'argento all'IMO del 2006.

## Trama
Nathan Ellis, un prodigio della matematica di 9 anni, ha appena perso suo padre in un incidente d'auto. A Nathan viene diagnosticato l'autismo all'inizio del film. Suo padre era l'unico in grado entrare in connessione con lui. Sebbene apprezzi sua madre Julie, Nathan evita qualsiasi contatto fisico con lei e la tratta più come una custode che come un genitore. Volendo assicurarsi che Nathan non si distragga dagli studi, Julie lo iscrive ai corsi avanzati di una nuova scuola, dove diviene il protetto del prof. Martin, anch'egli un genio della matematica, affetto da sclerosi multipla. Martin in Nathan rivede se stesso da giovane, una mente promettente nel campo della matematica, che ha rinunciato a tutto una volta che gli è stata diagnosticata la malattia.
Sette anni dopo, Martin prepara Nathan per le Olimpiadi Internazionali di Matematica, una prestigiosa competizione liceale composta dai migliori giovani matematici del mondo. Quest'anno, si terrà a Cambridge, dopo un campo di addestramento a Taiwan, dove gli studenti studiano per il test che determina i vincitori. Nathan teme di non essere abbastanza bravo per qualificarsi, ma ottiene ottimi risultati ed accompagna altri 15 adolescenti britannici a Taiwan.
Sospinto al di fuori della sua zona di comfort, Nathan non è più il mago della matematica più intelligente nella stanza, e le sue ansie sociali paralizzano le sue prestazioni. Ha difficoltà a leggere i segnali sociali degli altri e si tira indietro al minimo contatto fisico con un'altra persona. Nathan è in coppia con una studentessa cinese, Zhang Mei, che lentamente lo aiuta ad adattarsi al suo nuovo ambiente e lo aiuta a combattere le sue paure.
Tornato in Inghilterra, Zhang rimane con Nathan e sua madre, che è scioccata nello scoprire che il suo comportamento si è trasformato in qualcosa di più normale. Si rende conto che potrebbe provare dei sentimenti per Zhang. Non comprendendo appieno il concetto di amore, Nathan non è sicuro di come esprimere i suoi sentimenti. Tiene le sue emozioni imbottigliate, mentre vanno a Cambridge per le Olimpiadi.
Lo zio di Zhang la sorprende nella stanza di Nathan una mattina. Questo fa sì che Zhang si ritiri dalla competizione e se ne vada. Nathan, che ora crede di amare Zhang, è diviso tra lei e le Olimpiadi. Quando si siede tra centinaia di altri studenti in tutto il mondo per l'esame, la prima domanda innesca i ricordi di suo padre morto, che combinati con il suo amore appena perduto, creano un sovraccarico emotivo. Nel momento culminante della sua carriera matematica, Nathan deve prendere una decisione se rimanere e perseguire il suo sogno, o cedere al dolore che lo ha perseguitato per la maggior parte della sua vita.
Nathan si precipita fuori dalla sala d'esame con Martin e Julie al suo seguito. Quest'ultima lo trova in un caffè, dove le parla del suo sovraccarico emotivo, sia per la perdita del padre che della ragazza che lo apprezzava e lo amava, Zhang Mei. Alla fine si abbracciano e Julie porta Nathan alla stazione per recuperare Zhang Mei.

## Discrepanze con la storia vera
Il personaggio principale Nathan Ellis è ispirato al matematico affetto da autismo Daniel Lightwing. Lightwing aveva un insegnante che comprese il suo potenziale e ne divenne il mentore; tuttavia il suo mentore non era un uomo, ma una donna di nome Miggy Biller, che insegnava matematica allo York College. A differenza del personaggio del film, Lightwing non perse mai suo padre. Nel film l'IMO si svolge a Cambridge, in Inghilterra, ma l'evento a cui Lightwing ha partecipato è stato in Slovenia. Il campo di addestramento si è svolto in Cina, dove Daniel si è innamorato di una donna cinese di nome Zhu Yan che ha sposato (non stanno più insieme).
Il mentore di Lightwing, Miggy Billier, ha partecipato alla premiere del film e ha detto alla newsletter dello York College: "Ci siamo seduti uno accanto all'altro alla proiezione, ridacchiando insieme su alcuni dei problemi matematici del film. È stato divertente guardare il confine tra realtà e finzione calpestato tutto il tempo dal film! Il papà di Dan, seduto proprio dietro di noi, si è visto ucciso in un incidente d'auto ... e non credo di dover dire che non mi sono riconosciuto in Rafe Spall!" Ha continuato dicendo: "È un film brillante e molto commovente, e Asa Butterfield è incredibile". Lightwing ha detto all'Evening Standard: "Ho pianto le prime tre volte che l'ho visto. Dice cose che sentivo ma che non riuscivo a esprimere".

## Accoglienza
Il sito web aggregatore di recensioni Rotten Tomatoes riporta un indice di approvazione dell'87% con un punteggio medio ponderato di 6,58/10 basato su 75 recensioni. Su Metacritic, il film ha un punteggio di 65 su 100 basato su 19 critici, indicando "recensioni generalmente favorevoli".
Il film è stato presentato in anteprima al Toronto International Film Festival il 5 settembre 2014. La prima europea è stata al BFI London Film Festival il 13 ottobre 2014, e l'uscita cinematografica nel Regno Unito è stata il 13 marzo 2015.